# Samuel Carter Hall

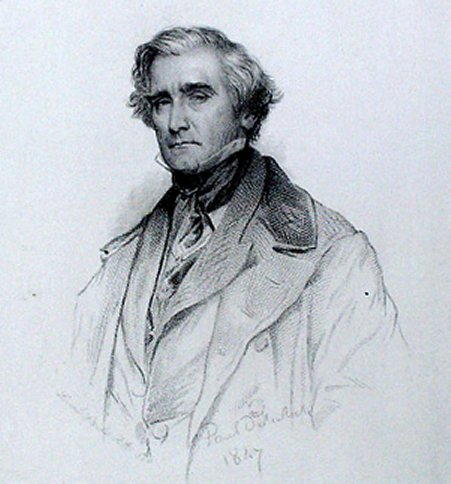
Samuel Carter Hall

Samuel Carter Hall Esq. (* 9. Mai 1800 in Geneva Barracks bei Waterford, Königreich Irland; † 11. März 1889 in London) war ein irischer Schriftsteller.

## Leben
Hall war eines von 12 Kindern des Offiziers Robert Hall (20. Juni 1753 – 10. Januar 1836) und dessen Frau Ann (geborene Kent, * 30. September 1765) die beide gebürtig aus England kamen. Sein Vater war Soldat und hatte 1780 als Fähnrich im 72. Regiment in die Armee gedient und an der Belagerung von Gibraltar teilgenommen. Von 1795 bis 1802 diente er in der Armee Irland. Er zog mit den Eltern später nach Cork, wo sein Vater eine Kupfermine zu betrieb, was zum kompletten Ruin führte. Anschließend gründete seine Mutter ein Geschäft in Cork, um ihre zwölf Kinder ernähren zu können.

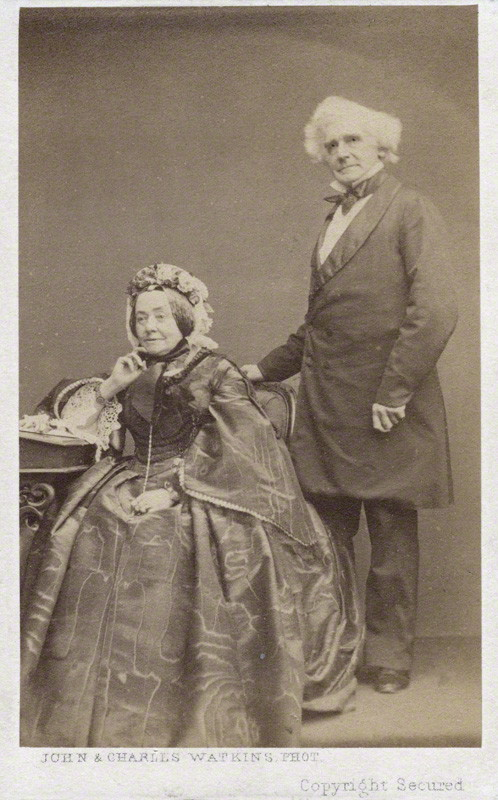
Anna Maria und Samuel Carter Hall

Hall kam 1821 nach London, studierte bis zum 3. Juli 1824 Jura und wandte sich nach seiner Ausbildung zum Rechtsanwalt der Literatur zu. Er begann eine Reihe unterschiedlicher journalistischer Projekte, verfasste Kunstkritiken und Rezensionen, sowie Galerie- und Parlamentsberichte für verschiedene Zeitungen, wie die British Press, Representative und New Times. Er betätigte sich zudem als Herausgeber zahlreicher Zeitungen wie Britannia, das Morning Journal, Manners and Spirit of the Age oder den Literary Observer. 1830 übernahm er die Redaktion des The New Monthly Magazine und gründete 1839 das Art Union Journal, das bis 1880 erschien, mit dem er sich für die zeitgenössische britische Kunst einsetzte. Er war auch Gründer und Herausgeber der von 1825 bis 1837 jährlich erscheinenden Zeitschrift The Amulet, die schließlich insolvent wurde, so dass er mit beträchtlichen Schulden zurückblieb.
Am 20. September 1824 heiratete er die Schriftstellerin Anna Marie (geborene Fielding), die er im Jahr zuvor kennengelernt hatte. Sie blieb bis zu ihrem Lebensende seine treue Mitarbeiterin. Das Paar ließ sich in Chelsea nieder und bekam eine Tochter, Mary Louisa, die im Säuglingsalter starb. Seit 1826 lebte seine Schwiegermutter Sarah Elizabeth Fielding († 20. Januar 1856) mit in seinem Haus am Ashley Place Nr. 21 in Brompton, in London. Am 30. April 1841 erhielt er seine Zulassung als Anwalt.

## Veröffentlichungen (Auswahl)
- Ireland, its scenery, character etc. Francis A. Niccolls, Boston 1911, Band 1 (archive.org), Band 2 (archive.org), Band 3 (archive.org), Band 4 (archive.org), Band 5 (archive.org), Band 6 (archive.org).
- The Book of Gems. The poets and artists of Great Britain. Saunders and Otley, London 1836 und 1840, Band 1 (archive.org), Band 2 (archive.org).
- The baronial halls. London 1858, Band 1 (archive.org), Band 2 (archive.org).
- The Vernon gallery. 1854 u. a.
- A book of memories of great men and great Women of the age. 1870 (2. Auflage 1877, archive.org).
- The trial of Sir Jasper. Moralisches Gedicht, London 1873 (archive.org).
- Rhymes in council. 1881.
- In memoriam Mrs. S. C. Hall. Privatdruck, 1881 (google books).
- The retrospect of a long life. London 1883, Band 1 (archive.org), Band 2 (archive.org).

In Gemeinschaft mit seiner Ehefrau
- A Week at Killarney. London 1843.
- Ireland, its Scenery, Characters, &c. 3 Bände, London 1841–1843.
- Handbooks for Ireland. London 1853.
- The Book of the Thames. London 1859.
- The Book of South Wales. London 1861.
- A Companion to Killarney. London 1878.